# 노재환 (1961년)
노재환(魯在煥, 1961년 7월 23일~)은 대한민국의 철학자이자, 대학교수이다. 호(號)는 호은(壷隱)이다. 그는 현재 고려대학교 의과대학 좋은의사연구소 교수이며, 미래통합당 정책연구소인 여의도연구원 정책자문위원 겸 인권위원회 위원이다. 특히 언론을 통해 다수의 칼럼을 연재하는 등 칼럼니스트로도 왕성한 활동을 하고 있다.

## 생애
노재환은 1961년 7월 23일 전라북도 고창군 부안면 선운리에서 출생하였다.본관은 함평(咸平) 노(魯)씨이다. 그는 대한민국의 철학자이자 대학교수로 불교학과 아울러 세계 명리학 미래를 열어나갈 후진 양성과 4대성인의 철학이라 할 수 있는 ‘지혜의 혼’이 담긴 교육을 위해 헌신해 왔고, 故김수환 추기경 등과 함께 <한국인물사전>에 등재된 인물이기도 하다. 그는 종교철학박사로서 동방문화대학원대학교 미래예측학 교수를 거쳐 2012년, 고려대학교 의과대학 의료법학연구소 교수를 역임했다. 현재 고려대학교 의과대학 ‘좋은의사연구소’ 교수로 재직 중이며, 생명윤리분야에서 왕성한 활동을 펼치고 있다. 한편, 끈임 없는 배움의 열정과 향학의 꿈을 놓지 않은 그는 생명과학 기술을 인간사회 및 생물권에 응용할 때 발생하는 철학적ㆍ윤리적ㆍ사회적ㆍ경제적ㆍ의학적ㆍ환경적ㆍ종교적ㆍ인류학적 문제점 등을 다루며 다수의 언론보도 및 칼럼 등을 연재. 대학교수 이어, 칼럼니스트로도 주목받고 있는 인물이다.  또한 연기자출신자 가수인 아내 강아영  사이에 진주, 재훈 1남1녀를 두고 있으며 연애시절을 생각하며 작사한 <"넌 바보야">, <"사랑받고 싶어요"> 2곡을 2009년12월 <"강아영 노래 1집 앨범">으로 발표하여 대중들에게 많은 사랑을 받고 있다.

## 학력
- 봉암초등학교 졸업
- 고창북중학교 졸업
- 진형고등학교 졸업
- 버나딘대학교 종교철학 학사
- 동국대학교 불교대학원 불교학과 석사
- 버나딘대학교 대학원 종교철학 석사
- 이리스트국립대학교 명예 철학박사
- 버나딘대학교 대학원 종교철학 박사

## 경력
- 2019.11 ~ (주)헤럴드 헤럴드에듀 특별위원회 논설위원
- 2017.05 ~ 고려대학교 의과대학 좋은의사연구소 교수
- 2017.03 ~ 자유한국당 인권위원회 위원
- 2016.11 ~ 제32대 고려대학교교우회 상임이사
- 2015.04 ~ 헤럴드경제 G-밸리 논설위원
- 2015.03 ~ 여의도연구원 정책자문위원
- 2012.07 ~ 한국의료법학회 이사
- 2012.07 ~ 동국대학교 총동창회 상임이사
- 2012.03 ~ 고려대학교 의과대학 의료법학연구소 교수
- 2009.06 ~ 대전대학교 동양문화연구소 초빙연구원
- 2007.03 ~ 동방문화대학원대학교 명리학 교수
- 2005.04 ~ 한국불교태고종 총무원 중앙회 전법사

## 수상
- 2011 스포츠조선 선정 '자랑스런 혁신한국인' 혁신교육인부문 수상
- 2008 뉴스피플 ‘명리학부문’ 대상 수상
- 2008 스포츠서울 ‘명리학부문’ 대상 수상
- 2008 헤럴드경제 선정 한국교육인 부문 '아름다운 얼굴' 수상
- 2008 제20회 서울국제역학대회 공로상

### 대한민국 인명록
- 열린백과 오픈토리  인물검색 [깨진 링크(과거 내용 찾기)]
- 로마켓 -한국의 인물 대한민국 대표인명록 등재 [깨진 링크(과거 내용 찾기)]
- 중앙일보/조인스닷컴  대한민국 대표인명록등재
- 연합뉴스 대한민국 대표인명록 등재  보관됨 2016-03-05 - 웨이백 머신
- 조선일보/조선닷컴  대한민국 대표인명록 등재 [깨진 링크(과거 내용 찾기)]

### 언론사 인터뷰
- ““세계역학의 미래를 열어나갈 후진양성에 헌신” <2008년/3월호>, <월간지 시사포토뉴스> 표지인물 선정”.
- “행복한 삶을 찾는 방법, 명리학 “체계적인 독립학문으로 발전시킨 노재환 교수”<2008년/4월호> 월간지 시사뉴스피플”.
- “동방대학원대학교 노재환교수 "명리학 위상 구축, 전문역학인 최고지도자 양성" 2008.06.27-연합뉴스”.
- ““행복한 삶을 찾는 방법, 명리학 체계적인 독립학문으로 발전시킨 노재환 교수” 2008.06.28-연합뉴스”.
- “동방대학원대 문화교육원, 명리학 최고지도자과정 노재환 교수 2008.07.16-연합뉴스”.
- “[2008 대한민국 CEO &기업]명리학의 미래를 열어갈 후진 양성 2008.08.07 - 헤럴드경제”.
- “노재환 교수, 명리학 최고지도자양성은 나의 몫 2008.08.27-더데일리뉴스”.
- “"성공하는 자의 공통점은 행운을 놓치지 않는 것" 2008.09.02-데일리안”.
- ““동방대학원대학교, 역학엘리트지도자양성 교육대학으로 교두보 마련” 2008.09.10-더데일리뉴스”.
- “평범 삶에서 찾은 “행복의 힘”2010.05.11-뉴시스”.
- “나이도 비켜간 노재환 교수의 꿈과 열정  2010.07.28-아주경제”.
- “부활한 행운의 문자, 내용은 거짓 2010.10.26 -동아닷컴”.
- “[휴지통]올 10월, 823년 만에 금-토-일 각각 5번? 2010.10.27 -동아일보”.
- “신년운세, 중용(中庸)의 도(道) 잃지 말아야  2010.12.23 -헤럴드경제”.
- “노재환교수 4대성인의 지혜의 혼 담긴교육위해 헌신 2011.3.10-연합뉴스”.
- “노재환 교수의 ‘인문’의 창으로 바라본 ‘과학 2012.4.24-헤럴드경제”.
- “노재환 고려대학교의료법학연구소 연구교수, 근대과학에 의한 인간 중심적 가치관 2012.5.14-세계일보”.
- “헤럴드경제 G밸리, 위원단 구성 …말목 잡힌 '한국 경제' 미래 대안 제시 기대 2015-04-30 - 헤럴드경제”.
- “헤럴드에듀 ‘2019 제1대 특별위원회 위촉식 및 간담회’ 개최 2019. 11. 28헤럴드경제”.

### 칼럼 기고
- ““잠자고 있는 ‘우리문화’의 뿌리를 찾아서” 2008.08.28-<더데일리뉴스>”.
- ““부처님의 참뜻과 수행 그리고 깨달음” 2008.09.04-<더데일리뉴스>”.
- ““전통문화에 대한 정책의 묘를 살려야” 2008.09.12-<더데일리뉴스>”.
- ““불교의 새로운 문명과 중심적 가치관에 대하여” 2008.10.06-<더데일리뉴스>”.
- ““우리는 ‘역학’에 대해 얼마나 알고 이해하고 있을까?” 2008.10.13-중앙일보”.
- ““현대문명의 뿌리,‘동양역학’에 있다” 2008.10.14-서울신문”.
- ““설 자리를 잃은 ‘명리학’의 왜곡된 현주소” 2008.10.14-동아일보”.
- ““설 자리를 잃은 ‘명리학’의 왜곡된 현주소” 2008.10.16-서울신문”.
- ““학문체계를 갖춘 ‘명리학’, 주역과는 분명 다르다” 2008.10.21-서울신문”.
- ““한국불교, 세계화 위해 활동반경 넓힐 때” 2008.10.27-연합뉴스”.
- ““불교의 진리로 빚어낸 동양미술의 오색기조” 2008.11.10-연합뉴스”.
- ““대승불교가 열매라면, 그 뿌리는 소승불교에 있다” 2008.11.13-서울신문”.
- ““인생의 긴 항로에 ‘명리학’이 숨어있다” 2008.11.26-서울신문”.
- ““부처님의 참뜻, 법의 꽃비가 내리는 그날까지” 2009.02.24-연합뉴스”.
- ““명리학, 제도권 학문으로 봄바람 타고 솔솔” 2009.03.03-연합뉴스”.
- ““빛바랜 흑백사진이 추억으로 맞닿은 ......“전북 고창” 2009.05.18-<고창신문>”.
- ““우리 스스로가 선택한 대통령이기에......” 2009.6.5-<고창신문>”.
- ““종교철학의 숲에서 4대성인을 만나다” 2009.12.03-경향신문”.
- “'자쿠미'가 일깨워준 우월과 열등 2010.6.16-동아일보”.
- ““태극전사 어깨에 작은 힘이라도 보탤 수 있다면..” 2010.6.22-경향신문”.
- “‘삶’을 일깨우는 꽃으로 만개하는 세상을 꿈꾸며 2010.08.06-경향신문”.
- “가깝고도 먼, 소소한 일상에서의 "행복찾기" 2010.08.13 -연합뉴스”.
- “'관용'을 베풀 줄 아는 ‘지혜로운 사람’이란? 2010.08.19-재경일보”.
- “[노재환 교수] 혼탁한 세상, 연꽃 같은 청렴한 ‘삶’을 꿈꾸며 2010.10.13 -세계일보”.
- “‘이(利)’로운 계절, 노재환 교수의 조화로운 사색  2010.10.21 -경향신문”.
- “『노재환 교수의 조화로운 사색, 그 첫 번째 이야기』2010.11.18 -경향신문”.
- “『노재환 교수의 조화로운 사색, 그 두 번째 이야기』2010.12.15 -경향신문”.
- “『노재환 교수의 조화로운 사색, 그 세 번째 이야기』2011.11.10 -경향신문”.
- “『노재환 교수의 조화로운 사색, 그 네 번째 이야기』2011.2.11 -경향신문”.
- “『노재환 교수의 조화로운 사색, 그 다섯 번째 이야기』2011.2.15 -경향신문”.
- “철학의 강에 물들다, 그 첫 번째 이야기 2011.4.28 -경향신문”.
- “철학의 강에 물들다, 그 두 번째 이야기 2011.5.17 -경향신문”.
- “철학의 강에 물들다, 그 세 번째 이야기 2011.10.25 -경향신문”.
- “<칼럼>노재환 교수, 도덕적 측면으로 바라본 ‘아상(我相)’ 2012.8.24 - 파발뉴스”.
- “<칼럼>노재환 교수, ‘코리안 드림’의 꿈과 영원한‘이방인’ 2012.8.30 - 파발뉴스”.
- “<칼럼>노재환 교수, 내면의 움직임에 귀 기울여 사고할 때  2012.9.11 - 파발뉴스”.
- “<칼럼> 무연사회의 죽음,그 뒤안길에 서다 2013-02-16 - STV”.
- “<칼럼>가족 간 무관심 , 자업자득(自業自得)임을 명심해야  2013-04-23 - STV”.
- “<칼럼>크레바스로 내몰린 ‘베이비부머세대의 절규’ 2013-05-16 - STV”.
- “<칼럼>은퇴 후 50년 대비, “‘老테크’로 자신의 가치를 디자인하라” 2013-05-21 - STV”.
- “<칼럼>젊은이들이여, 장밋빛 전망을 ‘현실’로 바꿔라 2015-07-07 - 헤럴드경제”.
- “<칼럼>경기회복, 내수진작 보다 국민 사기진작이 우선돼야 2015-09-03 - 헤럴드경제”.
- “<칼럼>긍정적 패턴의 열정만 있다면 ‘나이는 숫자에 불과해’2015-10-30 - 헤럴드경제”.
- “<노재환 新年칼럼>햇살 한줌이 그리운 계절…'병신년' 풍요를 꿈꾸며 2015.12.29 헤럴드경제”.
- “<노재환 칼럼>'병신년(丙申年)새해' 새 달력을 준비하며 2016.01.01 헤럴드경제”.
- “<노재환 칼럼>인문의 숲에서 길을 묻다① 2016.02.18 헤럴드경제”.
- “<노재환 칼럼>인문의 숲에서 길을 묻다② 2016.02.23 헤럴드경제”.
- “<노재환 칼럼>인문의 숲에서 길을 묻다③ 2016.02.25 헤럴드경제”.
- “<노재환 칼럼>인문의 숲에서 길을 묻다④ 2016.03.28 헤럴드경제”.
- “<노재환 칼럼>인문의 숲에서 길을 묻다⑤ 2016.03.30 헤럴드경제”.
- “<노재환 칼럼>인문의 숲에서 길을 묻다⑥ 2016.05.16 헤럴드경제”.
- “<노재환 칼럼>인문의 숲에서 길을 묻다⑦ 2016.05.20 헤럴드경제”.
- “<노재환 칼럼>인문의 숲에서 길을 묻다⑧ 2016.07.14 헤럴드경제”.
- “<노재환 칼럼>인문의 숲에서 길을 묻다⑨ 2016.07.15 헤럴드경제”.
- “<노재환 칼럼>인문의 숲에서 길을 묻다⑩ 2016.07.21 헤럴드경제”.
- “<노재환 칼럼> 철학의 뜰에서 命理愛 물들다① 2016.08.30 헤럴드경제”.
- “<노재환 칼럼> 철학의 뜰에서 命理愛 물들다② 2016.09.08 헤럴드경제”.
- “<노재환 칼럼> 철학의 뜰에서 命理愛 물들다③ 2016.09.19 헤럴드경제”.
- “<노재환 칼럼> 철학의 뜰에서 命理愛 물들다④ 2016.09.30 헤럴드경제”.
- “<노재환 칼럼> 철학의 뜰에서 命理愛 물들다⑤ 2016.11.07 헤럴드경제”.
- “<노재환 칼럼> 철학의 뜰에서 命理愛 물들다⑥ 2016.11.28 헤럴드경제”.
- “<노재환 칼럼> ‘정유년(丁酉年) 새해’ 비움 가득한 한 해 되길 2016.12.31 헤럴드경제”.
- “<노재환 칼럼> 그늘 한 점 없이 '속이 꽉 찬 대한민국'을 염원하며 2017.01.27 헤럴드경제”.
- “<노재환 칼럼> ‘위안과 힘’이 보태질 봄을 기대하며 2017.02.07 헤럴드경제”.
- “<노재환칼럼> 청년, 어딜 가든 주인이 되는 꽃이 되길 염원하며 2020. 1. 15헤럴드경제”.
- “<노재환의 은빛철학>고달픈 사회 “이익 아닌, 인의가 앞서야…” 2020. 3. 10헤럴드경제”.

## 논문 및 저서
- A Study on the Core of Buddha's Precept (붓다 가르침의 핵심에 관한 연구) 박사학위 논문
- Life and Ethic in the view point of Religion (종교적 입장에서 본 생명과 윤리)고려대학교 연구논문
- 사회적책임 경영시스템 추진전략 1(Isbn 979-86680-01-8)~2(Isbn 979-11-955576-1-5) '한국기술경영연구원 2015'
- 생명의 윤리 이론과 실제(Isbn 979-11-86680-11-7) '한국기술경영연구원 2015'
- 명리학개론 (Isbn 979-11-86680-22-3) '한국기술경영연구원 2016'